# タカネの花
『タカネの花』（タカネのはな）は、新久千映による日本の漫画作品。『週刊コミックバンチ』（新潮社）にて2007年25号から50号まで連載された。監修は金森重樹。単行本は全2巻。

## 登場人物
安倍依子
27歳の看護婦。弟が逃げたため保証人として2億4000万円の借金を背負い、身投げをしようとして幸田と知り合う。幸田の話を聞いて不動産投資での借金返済を考える。
幸田寛一郎
失恋から身投げをしようとして安倍と知り合う。恋愛指南を交換条件として、不動産投資のアドバイスを依子に与える。

## 書誌情報
- 『タカネの花』新潮社〈BUNCH COMICS〉
  - 第1巻（2007年9月15日発売、ISBN 978-4-10-771351-3）
  - 第2巻（2008年1月15日発売、ISBN 978-4-10-771375-9）